# Bengt Gustaf Geijer (militär)
Bror Bengt Gustaf Geijer, född 10 oktober 1885 i Stockholm, död 30 juni 1968 i Eds församling, Stockholms stift, var en svensk militär.
Bengt Gustaf Geijer var son till häradshövdingen Bror Christian Axel Geijer. Han blev underlöjtnant vid Upplands artilleriregemente 1905, genomgick Krigshögskolan 1913–1915 och blev kapten 1915. Han övergick till övergångsstat 1926 och utnämndes till major i armén 1932 och till överstelöjtnant 1941. Geijer blev 1934 lärare i finska vid Krigshögskolan och har utgett läroböcker i finska språket. Från 1930 var han redaktör för Krigsvetenskapsakademiens handlingar och tidskrifter, där han även publicerat artiklar och var från 1933 bibliotekarie vid Arméstabens bibliotek. Från 1937 redigerade han de biografiska handboken Vem är det. Han invaldes 1936 i Kungliga Krigsvetenskapsakademien.